# Indien i olympiska sommarspelen 1928
Indien deltog med 21 deltagare vid de olympiska sommarspelen 1928 i Amsterdam. Totalt vann de en guldmedalj.

## Medaljer

### Guld
- Richard Allen, Dhyan Chand, Maurice Gateley, William Goodsir-Cullen, Leslie Hammond, Feroze Khan, George Marthins, Rex Norris, Broome Pinniger, Michael Rocque, Frederic Seaman, Ali Shaukat, Jaipal Singh och Sayed Yusuf - Landhockey.